# 沙田蘇浙公學
22°23′19.4″N 114°11′38.8″E / 22.388722°N 114.194111°E
 沙田蘇浙公學（英文：Kiangsu-Chekiang College (Shatin)），簡稱KCCS、蘇浙或沙蘇，是一所香港英文資助中學，位於新界沙田禾輋邨，於1978年由香港蘇浙滬同鄉會創立，是該會在香港所創四校之一。
該校校訓為「整齊嚴肅」。學校設有家長教師會、學生會及校友會。該校的特色以著重普通話教授中文科目及設置完備的傷健設施見稱。自1982年起為政府資助中學，並於1997年實施母語教學之時經政府核准，成為全港一百多間獲准以英語作為媒介（EMI）的中學之一。
該校曾於2001年獲優質教育基金頒發「傑出學校獎——學生表現」。

## 歷史
沙田蘇浙公學于1978年創校，並遵循辦學團體（香港蘇浙滬同鄉會）傳統，推行「兩文三語」政策。全校中文，中國文學，中國歷史以普通話授課，公民與社會發展科以粵語授課，而其餘所有科目均以英語作為教學語言。
1992年沙田蘇浙公學首届學生會成立，學生會【匯 意 軒】當選，是為第一屆學生會。1997年香港政府推行母語教學，該校獲准為全港首100所英文中學之一。2001年起政府推行微調中學教學語言政策，該校因其長期取錄之中一新生的學業水平均高於政府訂定以英語授課的要求，故此所有班級繼續獲准以英語作為教學語言。并於同年獲優質教育基金頒發「傑出學校獎——學生表現」。此外，香港中學文憑考試(HKDSE)於2012年起推行，學校亦因此以改授DSE課程，而明報報道該校首屆香港中學文憑考試成績全港排名十二。
該校辦學團體因推行香港中學文憑課程需要更大空間，斥資港幣七千萬元在原有校舍側加建一幢樓高六層，建築面積二萬平方呎的周伯英樓。周伯英樓於2016年啟用，以此為師生提供更理想的學與教環境。

## 辦學宗旨
該校以「整齊嚴肅」為校訓，並以十條學生守則：孝順父母、尊敬師長、友愛兄弟、待人和藹、勤勞儉樸、整齊嚴肅、敦品力學、愛校守法、熱誠服務及自強不息，以培養淳樸的校風及學生正確的價值觀。
該校依循文理並重、中英並重及升學與就業並重三項原則作為教育方針，並促進學生德、智、體、群、美五育均衡發展，同時重視啟發學生潛能、多元智能、以及各種學習共通能力，致力提供優質的全人教育，為社會及國家培育人才。配合，以培養學生的德智體群美五育為宗旨，並依循「中英並重」、「文理並重」、「升學及就業並重」三項原則，致力發展學生的多元智能及提供優質的全人教育。

## 學校設施
此校為一座連環型校舍，標準教室三十間、升降機三部、圖書館、校史室、會議及會客室、禮堂、多用途中心、操場、健身室及其他特別室逾二十間，包括：實驗室、電腦室、創科教育中心、視藝室、音樂室、家政室、設計與科技室、舞蹈室、戲劇室、訓輔室、社工室、教育心理學家室、升學及就業諮詢中心、家長教師會活動中心、升學及就業諮詢中心等，而校園電視台及學生活動中心均一應俱全，另有供傷健人士使用的設施。全校安裝冷氣設備，禮堂、課室及特別室均設有完備的資訊科技設施如：顯示屏幕牆、電腦設備、投影機及實物投射器等。全校設有Wi-Fi寬頻上網功能，並建立內聯網系統及網上學習平台。電腦室於課餘開放給學生使用，並由職員當值，提供指導。
此外，該校一直冀望擴充校舍，以提供更佳設施供教學用途。沙田蘇浙公學曾在早年申請前禾輋信義學校校舍，並得到教育局於2011年批出該校舍新翼部分樓層使用權（較低層數的使用權歸高福耀紀念學校所有），及後高福耀紀念學校向教育局抗議有關決定，沙田蘇浙公學其後決定主動放棄使用權。隨後，該校宣佈由法團校董會斥資7000萬自行興建新翼大樓，由胡周黃建築設計（國際）有限公司設計。建築面積二萬平方呎的教學大樓已於2016-2017學年開始使用，為師生提供 更理想的學與教環境。學校設施如下：

### 地下
- 校長室
- 校務處
- 設計與科技室
- 校園電視台
- MILC電腦室
- 教師休息室（1號, 2號）
- 小食部
- 多用途中心
- 校史室
- 社工室

### 一樓
- 大美術室
- 小美術室
- 教師休息室（3號）

### 二樓
- 207-208 家政室
- 209 多用途活動中心
- E201 E202 電腦室

### 三樓
- 309 陳光甫圖書館
- E301 圖書館新翼
- 307-308 創科教育中心

### 四樓
- 生物實驗室
- 物理實驗室
- E401 音樂室

### 五樓
- SAC學生活動中心
- 化學實驗室
- 綜合科學實驗室
- E501 地理室
- E502 大美術室

## 歷任校長
- 王寶明先生 (1978年-2001年)
- 陳漢齡先生 (2001年-2016年)
- 王仲夷先生 (2016年-2018年)
- 陳雅麗女士 (2018年-)

## 歷任校董會主席、校監及校董名
| 主席         |
| 葉謀遵 1991- |

| 校董             | 校監                        |
| 徐季良 1978-1986 | 徐季良 1978-1983            |
| 葉庚年 1978-1986 | 徐立夫 1983-1986, 1991-1998 |
| 葉謀遵 1978-     | 葉謀遵 1986-1991            |
| 徐立夫 1978-     | 曹其鏞 1998-                |
| 周忠繼 1979-1991 |                             |
| 陳存仁 1979-1986 |                             |
| 周伯英 1979-     |                             |
| 姚復山 1986-1997 |                             |
| 方肇周 1988-1994 |                             |
| 徐國炯 1988-1994 |                             |
| 支盈章 1988-1997 |                             |
| 邵炎忠 1988-1993 |                             |
| 詹金源 1988-     |                             |
| 支習陶 1990-     |                             |
| 胡法光 1994-     |                             |
| 丁午壽 1994-     |                             |
| 曹其鏞 1994-     |                             |
| 於崇光 1997-     |                             |
| 林光宇 1997-     |                             |

## 著名校友

### 教育界
- 梁啟智：地理學者

### 演藝界
- 彭順、彭發：電影導演，著名作品有見鬼
- 徐子珊：2004年度港姐冠軍，前無綫電視藝人、演員、歌手
- 張秀文：2010年度香港小姐競選亞軍，演員
- 李若彤：演員
- 邵美君：話劇演員
- 李一丁：音樂製作人
- 蓋世寶：著名兒童節目主持人、演員
- 羅詠怡： 網絡紅人、網絡意見領袖（KOL），於2018年9月入選無綫電視《#後生仔傾吓偈》意見領袖陣容
- 何沛珈：無綫電視藝人、2020年 香港小姐競選最後五強
- 沈貞巧（Gao）：ViuTV藝人，全民造星IV亞軍，COLLAR隊長
- Derrick Sepnio 張德銘: 音樂製作人及音樂會總監，CASH金帆音樂獎最佳編曲人

### 傳媒界
- 陳建平：前852郵報記者、D100節目《D100新聞天地》主持、香港電台第一台及TeenPower主持

### 體育界
- 丘建威：前香港足球代表隊成員及香港足球先生
- 馮英騏：傷殘劍擊運動員
- 吳森雋：港隊拉丁舞代表、2009年東亞運動會體育舞蹈（牛仔舞）銅牌得主
- 林惠怡：港隊拉丁舞代表、2009年東亞運動會體育舞蹈（牛仔舞）銅牌得主
- 羅浩天：香港劍擊(佩劍)代表隊隊員
- 羅富全：香港練馬師、前騎師，人稱「型佬全」、「羅神仙」

### 學界、藝術界及政界
- 陳啟業：2005年度香港大學學生會會長
- 林兆榮：藝術家、2009年香港浸會大學學生會署理會長
- 陳烈文：2015-16年度香港大學學生會評議會普選評議員
- 許峰銘：2015-16年度香港教育大學學生會幹事會內務副會長
- 梁耀霆：2019-2020年度香港教育大學學生會臨時行政委員會會長
- 陸梓峂：前公民黨前沙田碧湖選區區議員
- 李世隆：現任環境及生態局政治助理

### 資訊科技界
- 陸啟哲：活動管理平台EventX 創辦人，榮登2020年度福布斯亞洲30歲以下精英榜
- 黃卓琛：活動管理平台EventX 創辦人，2022年度Gen.T形塑亞洲未來領袖

### 其他著名校友
- 簫十一郎：曾刊登於一本便利
- 梁立德：寶生園蜂王
- 莊嬿藍：唱片騎師梁繼璋之妻（原名莊妙晶）
- 李家麒：香港知名保健品品牌 大中華區電商副經理
- 楊恩健：香港消防處處長[5]

## 學生會
沙田蘇浙公學學生會於1992年成立，除作為學校與學生溝通的橋樑外，亦為同學提供福利服務。此外，學生會透過舉辦不同的活動，例如：校政答問大會、學生會選舉及敬師日等，讓同學更深入瞭解校政、加強對學校的歸屬感及培養良好的校風。現時學生會積極加強與友校的聯繫、參與社會服務及慈善工作，將活動拓展至校園以外。
- 第一屆 1992年至1993年
  - 勝出內閣：「匯 意 軒」
  - 落敗內閣：「曦 明」
  - 落敗內閣：「聯 學」
- 第二屆 1993年至1994年
  - 勝出內閣：「啟 遙 舍」
  - 落敗內閣：「新 空 氣」
- 第三屆 1994年至1995年
  - 勝出內閣：「曦 嵐 舍」
  - 落敗內閣：「明 意 社」
- 第四屆 1995年至1996年
  - 唯一內閣：「逸 峯 舍」
- 第五屆 1996年至1997年
  - 唯一內閣：「卓 希 校 園」
- 第六屆 1997年至1998年
  - 唯一內閣：「學 生 天 地」 Students' World
- 第七屆 1998年至1999年
  - 唯一內閣：「學 生 元 素」 Studenium
- 第八屆 1999年至2000年
  - 唯一內閣： 「學 生 新 世 代」 Students' ─ the New Generation
- 第九屆 2000年至2001年
  - 唯一內閣：Brand New World
- 第十屆 2001年至2002年
  - 唯一內閣：「進 化 閣」 Evolution
- 第十一屆 2002年至2003年
  - 唯一內閣：Eternity
- 第十二屆 2003年至2004年
  - 勝出內閣：Awake
  - 落敗內閣：Unique X
- 第十三屆 2004年至2005年
  - 唯一內閣：EverStrive
- 第十四屆 2005年至2006年
  - 唯一內閣：Elite
- 第十五屆 2006年至2007年
  - 勝出內閣：「強 學 會」 Endless Strength
  - 落敗內閣：「萬 事 得」
- 第十六屆 2007年至2008年
  - 唯一內閣：「有 機 會」 Organic
- 第十七屆 2008年至2009年
  - 唯一內閣：「望 青 閣」 Naissance
- 第十八屆 2009年至2010年
  - 唯一內閣：「烏 托 幫」 Utopia
- 第十九屆 2010年至2011年
  - 勝出內閣：「好 望 角」 Cape Of Goodhope
  - 落敗內閣：「要 幫 實 幫」 I'mpossible
- 第二十屆 2011年至2012年
  - 唯一內閣：Infinity
- 第二十一屆 2012年至2013年
  - 唯一內閣：Sparkle
- 第二十二屆 2013年至2014年
  - 唯一內閣：To-Morrow
- 第二十三屆 2014年至2015年
  - 勝出內閣：Warrior
  - 落敗內閣：「鳳 凰 會」 Phoenix
- 第二十四屆 2015年至2016年
  - 唯一內閣：「四 正 閣」 Pinnacle
- 第二十五屆 2016年至2017年
  - 勝出內閣：Rhapsody
  - 落敗內閣：Epoch
- 第二十六屆 2017年至2018年
  - 勝出內閣：Glisten
  - 落敗內閣：Sirius
- 第二十七屆 2018年至2019年
  - 勝出內閣：Aurora
  - 落敗內閣：Echo
- 第二十八屆 2019年至2020年
  - 唯一內閣: Luminous
- 第二十九屆 2020年至2021年
  - 落敗內閣：Nexus
  - 落敗內閣：Primrose
  - 落敗內閣：Novel
  - (未有內閣達1/3門檻當選)
- 第三十屆 2021年至2022年
  - 唯一內閣: Clarus
- 第三十一屆 2022年至2023年
  - 勝出內閣：Kamille
  - 落敗內閣：Pyxis
- 第三十二屆 2023年至2024年
  - 勝出內閣：Vlinder
  - 落敗內閣：Ukiyo
- 第三十三屆 2024年至2025年
  - 唯一內閣: Egretta

## 教師資料
| 核准編制內教學人員人數 :       | 55                         |
| 核准編制外教學人員人數 :       | 12                         |
| 學歷                           | 佔全校教師人數的百份比 (%) |
| 持有認可教育文憑的非學位教師 : | 1                          |
| 學士 :                         | 48                         |
| 碩士、博士或以上:              | 51                         |
| 特殊教育培訓 :                 | 12                         |
| 年資                           | 佔全校教師人數的百份比 (%) |
| 0-4 年 :                       | 14                         |
| 5-9 年 :                       | 8                          |
| 10年或以上 :                   | 78                         |
|                                |                            |
| 補充資料                       | 佔全校教師人數             |
| 外籍教師 :                     | 5                          |
| 已接受特殊教育培訓教師 :       | 0                          |
| 已接受師資培訓教師 :           | 59                         |

## 鄰近
- 禾輋邨
- 沙田培英中學

## 外部連結
- 沙田蘇浙公學主頁 （页面存档备份，存于）